# دایدوک
دایدوک (به لاتین: Daedeok District) یک منطقهٔ مسکونی در کره جنوبی است که در دائجون واقع شده‌است.